# Я здесь (фильм, 2010)
«Я здесь» (англ. I'm Here) — короткометражный фантастический фильм Спайка Джонза, вышедший в 2010 году. История о любви и самопожертвовании робота была снята при поддержке компании «Абсолют» и основана на сюжете известной американской книжки с картинками «Щедрое дерево». Премьера фильма состоялась в 2010 году на кинофестивале «Санденс».
Тэглайн фильма: «История любви в Абсолютном мире» (англ. A Love Story In An Absolut World).

## Сюжет
Действие происходит в Лос-Анджелесе в мире, где наравне с людьми живут роботы; «мужские» и «женские» роботы различаются по конструкции и носят соответствующую одежду.
Робот-мужчина Шелдон работает в библиотеке. Однажды на остановке автобуса он замечает за рулём машины робота-девушку, на которую обращает внимание. Вскоре он снова видит её, на этот раз с компанией, которая приглашает Шелдона с собой. Так он знакомится с Франческой, они начинают встречаться. Франческа делает наклейки с надписью «Я здесь», которые наклеивает в разных местах города (например, на столбах).
Однажды Шелдон и Франческа идут на концерт своей любимой группы «The Lost Trees». Там они танцуют и веселятся, но в толпе у Франчески случайно отрывают руку. Шелдон снимает свою руку и приделывает её к туловищу Франчески. Когда через несколько дней она ломает ногу, споткнувшись на лестнице, он так же жертвует своей ногой. Теперь у него нет одной руки и одной ноги, но Шелдон не унывает. Франческа подвозит его до работы и забирает обратно.
В один из вечеров девушка не приезжает. Шелдон находит её в больнице, её тело разорвано пополам (по-видимому, вследствие аварии). Чтобы вернуть Франческу к жизни, Шелдон просит доктора отдать ей его тело. В последнем кадре фильма Франческа с телом Шелдона выезжает из больницы в инвалидном кресле; в руках она бережно держит голову Шелдона, который улыбается ей.

## В ролях
- Эндрю Гарфилд — Шелдон
- Сиенна Гиллори — Франческа
- Энни Харди[en] — Энни
- Дэниэль Лондон[en] — Джек
- Майкл Берри-мл.[en] — Адам

## Производство
В интервью режиссёр отметил, что он обожает Шела Силверстайна, и что в сценарии фильма он попытался «использовать воздействие „Щедрого дерева“, однако написать об отношениях». Главный герой фильма Шелдон носит имя автора книги.
В роли музыкальной группы «The Lost Trees» выступили реальные музыканты из Лос-Анджелеса Аска Матсумия и другие, которые исполнили собственные песни.
В марте 2010 года фильм был выложен на официальном сайте imheremovie.com.